# 沣西新城
沣西新城是中華人民共和國陝西省西咸新區（西安市、咸陽市）的一個新城（新市鎮），面積143平方公里，行政上屬於戶縣大王鎮、長安區馬王街道、高橋街道、秦都區釣台街道、陳楊寨街道。沣西新城於2011年6月13日正式成立。當局在沣西新城設有管理機構陕西省西咸新区沣西新城管理委员会。